# 卡瓦爾
卡瓦爾是伊朗的城市，位於該國南部札格羅斯山脈東南部，由法爾斯省負責管轄，距離首府設拉子約40公里，海拔高度1,547米，2006年人口22,158。